# Erbalunga (album)
Albums de Urban Trad
Elem
(2004) Best Of
(2010)
Erbalunga est le quatrième album du groupe musical belge Urban Trad, sorti en mars 2007. L'album est enregistré au Studio Molière à Bruxelles par Eric Renwart. 
Erbalunga tire son nom du village de Haute-Corse Erbalunga, rattaché à la commune de Brando (près de Bastia), où Yves Barbieux était parti se ressourcer pour composer l'album.
À la différence des trois premiers opus d'Urban Trad, très instrumentaux, Erbalunga accorde davantage de place au chant. L'album poursuit ainsi le virage entreprit par le groupe avec Elem et brasse la diversité linguistique européenne. Le français, le néerlandais, l'anglais, l'espagnol ou encore le breton sont les principales langues à l'honneur. Le groupe va même plus loin dans l'éclectisme, en mêlant des sonorités africaines aux mélodies celtiques faisant d'ordinaire le succès de ses compositions. N'Faly Kouyaté, du groupe Afro Celt Sound System, donne ainsi de la voix sur le morceau Diama Den.
L'album a reçu un accueil plutôt favorable de la part du public en Belgique. Il s'est classé à la 32e place des ventes d'albums dans ce pays, ce qui est mieux que le précédent album, Elem, mais nettement en dessous du succès connu par Kerua en 2003. Erbalunga est sorti en France en avril 2008 sur le label breton Coop Breizh.

## Liste des titres
1. Sans garde-fou
2. Hedningarden
3. Oh la belle
4. Le serpent
5. Erbalunga
6. Fields of Deeley
7. L’olivier
8. Bourrée Tappen
9. Accovi / Onderweg
10. Polaire
11. Noite Longa
12. Scottiche de la tête
13. Asturiana
14. A Terra

BONUS
1. Diama Den
2. Sonneries/Ringtones